# Le 106

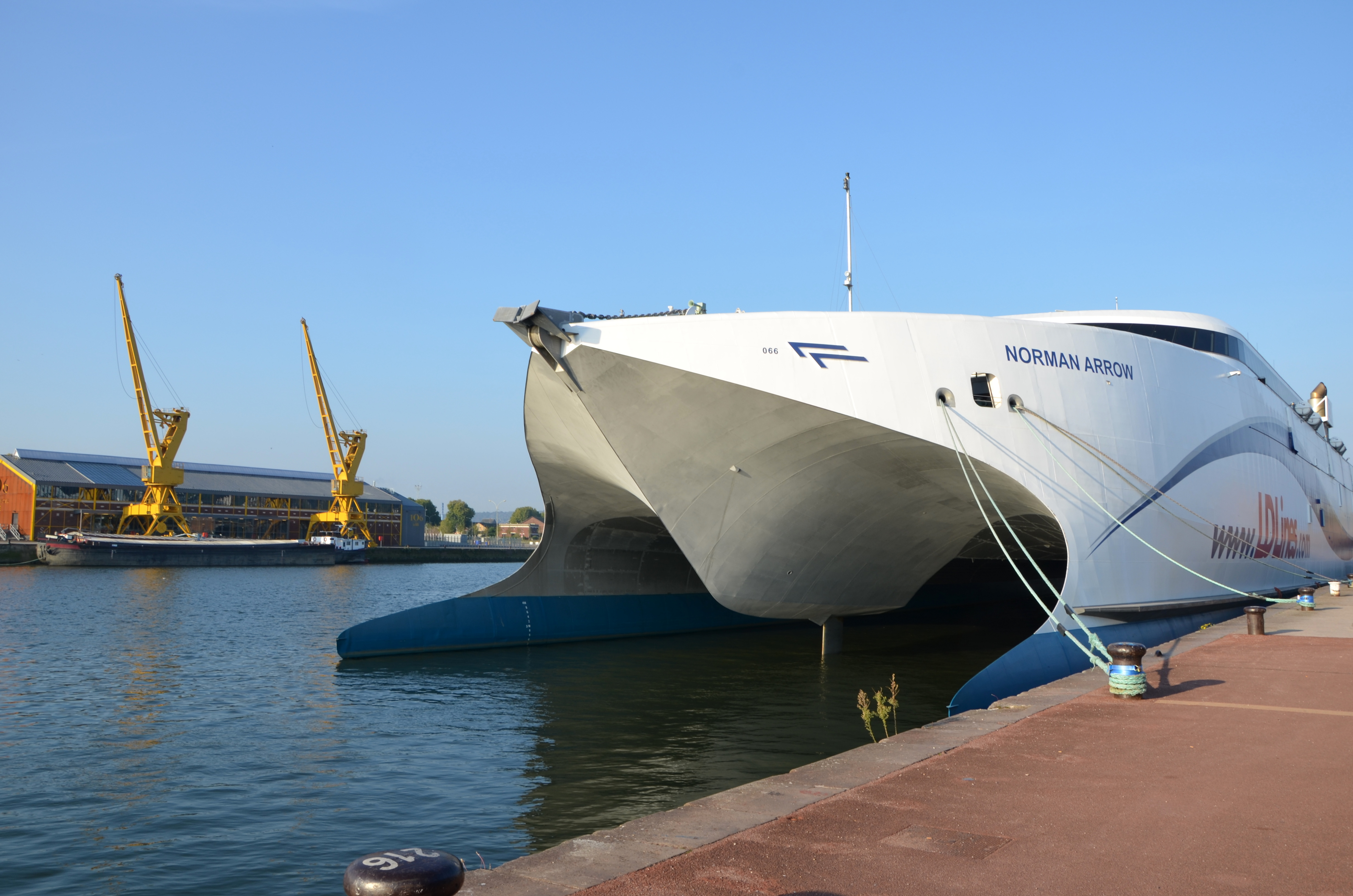
Le 106, en arrière plan.

Le 106 est une salle de concert consacrée aux musiques actuelles située à Rouen sur le quai Jean-de-Béthencourt. Le 106 a été conçu et réalisé par l'agence d'architecture King Kong, accompagnée de dUCKS scéno pour la scénographie des salles et des espaces scéniques et de idB pour l'acoustique du bâtiment et des salles. Le 106 comprend une grande salle pouvant accueillir 500 spectateurs assis ou 1 100 spectateurs debout, ainsi qu'une petite scène d'environ 300 places.
Le 106 est desservi par les lignes T1, T2 et T3, arrêt Boulevard des Belges et par la ligne T4, arrêt Orléans.

## Le projet

### Histoire
Le projet de créer une scène de musiques actuelles à Rouen remonte à la période où François Zimeray est président de l'Agglomération de Rouen. À l'époque, la discothèque L'Exo 7 est alors l'une des seules salles rouennaises avec le Zénith de Rouen à proposer une programmation de musiques actuelles mais la salle, privée, est trop petite et vétuste.
Après différents projets parmi lesquels figurent des rénovations de l'Exo 7, il est décidé de créer une nouvelle salle dans un ancien hangar portuaire, en lien avec les projets de reconquête des espaces portuaires à l'ouest de Rouen.
Un appel d'offres infructueux oblige le cabinet d'architecte King Kong à revoir sa copie et à renoncer à une scène ouverte sur l'extérieur.
Après plus de deux ans de chantier débutés en janvier 2008, le 106 ouvre ses portes au public le 27 novembre 2010.

### Architecture
Le projet du 106 s'inscrit dans celui de la reconquête des quais de Seine à l'ouest de Rouen qui vise à transformer les anciennes friches industrielles et portuaires en lieux de promenade et de loisirs.
Il a donc été décidé que la nouvelle salle des musiques actuelles devrait respecter le patrimoine portuaire de Rouen.
L'aspect extérieur du hangar est conservé et les grues portuaires dites « Picasso » ont été repeintes et intégrées au projet.

## Programmation
Le 106 a pour but de proposer entre 80 et 90 concerts par an dans la grande salle modulable de 500 à 1148 places ou dans le club de 318 places, afin d'accueillir 50 000 spectateurs par an.
Le 106 accompagne aussi des artistes locaux ou nationaux tout au long de l'année grâce à cinq studios de répétitions et un studio de maquettage.